# Dar ul-Ulum Deoband

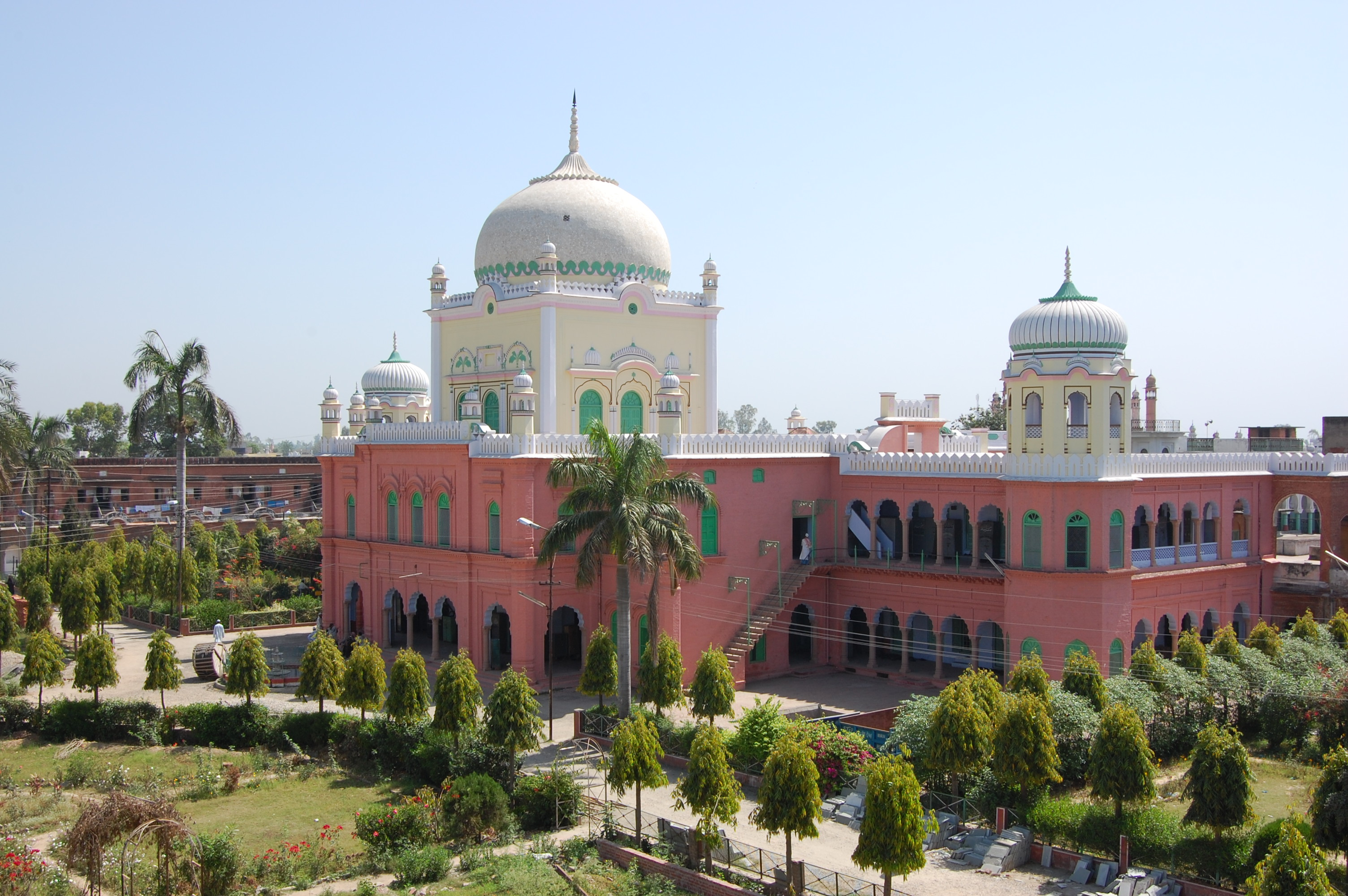
Dar ul-Ulum Deoband

Dar ul-‘Ulum Deoband (Urdu دارالعلوم دیوبند; Haus der Gelehrsamkeit in Deoband), kurz Darul Uloom, ist eine 1866 gegründete islamische Hochschule in der Kleinstadt Deoband im indischen Bundesstaat Uttar Pradesh.
Die einzige islamische Hochschule mit vergleichbarem Einfluss ist die al-Azhar-Universität in Kairo; die Dar ul-'Ulum Deoband gilt nach der al-Azhar als das zweitgrößte islamische theologische Zentrum der Welt.
Die von dort ausgehenden Lehren haben sich zu einer Bewegung formiert, deren Anhänger meist Deobandis genannt werden. Die Deobandis selbst lehnen diese Bezeichnung ab, sie nennen sich selbst einfach Muslim. Die Bewegung hat Einfluss auf die Muslime in Pakistan und Indien, Bangladesch, Afghanistan, Malaysia, Südafrika und Indonesien. Außerdem hat sie auf die meist aus Südasien stammenden Muslime in Großbritannien großen Einfluss.

## Lehre

### Rechtslehre
Die Deobandi-Bewegung ist sunnitisch, gehört zur hanafitischen Rechtsschule, lehnt jedoch im Gegensatz zu den Barelwis in Pakistan die Gräber- und Heiligenverehrung ab. Sie steht für eine strenge und klassische Auslegung des sunnitisch-hanafitischen Islam und strebt die Rückkehr zu dessen „Wurzeln“ an.
Bei der Rechtsfindung wird kein taqlid zwingend vorausgesetzt, jedoch wird im Regelfall das hanafitische Recht befolgt. Es wird die Meinung vertreten, dass alle vier Rechtsschulen (Madhāhib) rechtens seien. Der Meinung von Taqi Usmani und Muhammad ibn Abidin zufolge solle ein Laie, dem die Fähigkeit und Kenntnis zu analysieren und zwischen den Argumenten und Belegen zu unterscheiden fehlen, sich besser an einer der Rechtsschulen orientieren. Dass jemand aufgrund seiner persönlichen Wünsche zwischen den Rechtsschulen das „passende“ Urteil heraussuche, wird als nicht zulässig erklärt. Als Beispiel führt Taqi Usmani in seinem Werk Contemporary Fatawa das Wudū' an, die islamische rituelle Waschung: Das Bluten zerstöre den Wudu nach Ansicht der Hanafiten, nicht aber der Schafiiten. Das bloße Berühren einer Person des anderen Geschlechtes zerstöre den Wudu nach Ansicht der Schafiiten, aber nicht der Hanafiten: Hier erst bei sexueller Absicht. Folglich werde ein „Wunschdenker“ seinen Wudu auch im Zusammentreffen beider Situationen als nicht zerstört ansehen, was rechtlich fraglich sei. Es wird bei Zustimmung für dieses Urteil auch auf Gelehrte anderer Rechtsschulen wie den Hanbaliten Ibn Taimiyya verwiesen. Es kann gesagt werden, dass die Deobandis grundsätzlich zum Taqlid raten. Das Bilderverbot im Islam legen zahlreiche Gelehrte der Deobandis sehr streng aus. So seien auch Fotografien unzulässig.

### Orthodoxe Haltung
Die Deobandis stehen mit ihrer Forderung nach der „Reinigung des Glaubens“ gegen die auf dem indischen Subkontinent traditionell verbreitete tolerante islamische Denkschule des Sufismus.
Die teils von Sufis und Schiiten praktizierten Ehrbezeugungen in Form von Schmuck an Heiligengräbern oder auch volkstümliche Praktiken wie das Schreiben von Wunschzetteln und ihr Anhängen an Bäumen gelten für die Deobandis als Unglaube (kufr) und Heidentum (schirk). Auch die Anrufung von „Vermittlern“ zu Gott gilt für sie als schwerer Unglaube. Hierbei wird kein Unterschied zwischen einem Pir, Imam, Propheten oder Heiligen gemacht. Gott allein dürfe nur unmittelbar angerufen und angebetet werden, da alles andere gegen den Tauhīd gerichtet sei. Das Bauen eines Mausoleums (Qubba/Türbe) oder von übermäßig großen und auffälligen Gräbern, wie es im Sufismus und bei den Schiiten üblich ist, lehnen die Deobandis ab. Gelehrte des Islam hätten dies, basierend auf einem Hadith, verboten. Das Anbringen eines kleinen Grabsteins mit den Daten des Verstorbenen für den Zweck der Erhaltung der administrativen Aufgaben auf einem Friedhof wird für zulässig erklärt. Das Küssen von Gräbern und Grabsteinen betrachten sie als Makrūh. Sie verwerfen die Verehrung von Heiligen (Walis), Gräberkult (Besuchen) (Ziyāra) und gesprochenes oder schweigendes Gedenken Gottes (Dhikr) der Sufis.
Das Einbeziehen von Fürsprechern wie beispielsweise Heiligen oder Propheten beim Erbitten für Tote lehnen die Deobandis strikt ab. Dazu benutzen sie den Begriff Tawassul (arabisch تَوَسُّل, DMG tawassul ‚sich als Mittel bedienen‘), worunter sie eine Form der Anbetung verstehen, während der man versucht, über eine Vermittlung Gott näher zu kommen. Erlaubte Formen sind laut den Deobandis, dass man sich mittels guter Taten, mit den Namen und Eigenschaften Gottes und mit dem Bittgebet eines rechtschaffenen lebendigen Menschen Gott zu nähern versucht, nicht jedoch über die Anrufung bereits Verstorbener, aufgrund ihrer „Stufe“ und ihrer „Wertschätzung“ bei Gott oder dergleichen. Jemand, der einen bereits toten Menschen als Vermittler zu Gott zu benutzt, z. B. „O Ali“, „O Muhammad“, mache sich der Beigesellung von Göttern (arabisch شرك schirk, DMG širk) schuldig. Das Verbot wird in der Deobandi-Literatur unter anderem in dem Werk Fatawa Mahmudiya Faruqiya (Band 1, Seite 345) erwähnt; hier werden die Erbitter der Fürsprache von bereit verstorbenen Menschen als (arabisch مشركون Muschrikun, DMG Mušrikūn ‚Polytheisten‘) bezeichnet.
Die Anwendung des dhikr sehen die Deobandi als zulässig, solange sich dieser auf gottesdienstliche Handlungen beschränkt, die sich direkt auf Belege in Koran und Sunna stützen. Zulässige Handlungen sind beispielsweise zusätzliche Gebete, Bittgebete (Dua), Rezitieren des Korans oder Aufzählen der 99 Namen Allahs. Gruppendhikr in Form von Tänzen (Semah), Einsatz von Musik (Qawwali) und desgleichen, wie sie im Bereich des Sufismus, der Aleviten und der Schia vorkommen, lehnen sie als verwerfliche Innovation (Bida) ab.
Die Deobandis lehnen die Feier des Mawlid an-Nabi (Geburtstag des Propheten) streng ab, da dieser eine Bid'a, eine unzulässige theologische Neuerung, sei. Der Deobandi-Mufti Muhammad Kadwa gibt an, dass es keinerlei Belege in Sunna oder Koran gebe, die eine Feier des Mawlid an-Nabi stützen würden. Daher sei es eine unerlaubte Einführung eines Feiertages, der somit als bida gilt.

### Glaubensrichtung
Die Deobandis gehören wie die Mehrheit der Hanafiten der Maturidiyya an. Damit glauben sie, gemäß der Marifetullah-Lehre (Kenntnis über Gottes Existenz), entsprechend der Maturidi-Theologie, dass jeder Nichtmuslim, einschließlich Christen und Juden, für ewig mit dem Höllenfeuer bestraft werde, falls er als Nichtmuslim sterbe, natürlich nur nachdem er vom Islam gehört habe und diesen kennen gelernt habe. Wer letztendlich ins Paradies komme, entscheide Gott allein. Auch müsse ein Mensch allein mit seinem Verstand erkennen, dass im Islam als verboten geltende Dinge wie Alkohol und Glücksspiel schlecht sind. Ebenfalls glauben die Deobandis gemäß der Maturidi-Theologie nicht an die „Erschaffenheit des Korans“ – der Koran sei „Gotteswort“. Der ʿIlm al-kalām ist fester Bestandteil der Deobandi-Lehre, seine Anwendung wird aber entsprechend Imam Maturidis Meinung auf das absolut Notwendige begrenzt.
Bei der Frage des Einklangs der Lehre des „wahdat al-wudschūd“ (Lehre von der Einheit des Seins) nehmen die Deobandis eine Position zwischen dem Gegner der Lehre Ibn Taimiyya und ihrem Ersteller ibn Arabi ein, wobei die Meinung ibn Arabis nicht als „wortwörtlich“ genommen, sondern interpretiert wird. Entsprechend der Maturidi-Glaubensdoktrin geben die Deobandis zwar an, dass Gott nicht an einem „bestimmten Ort“ existiere, aber auch in keiner „Einheit“ mit seiner Schöpfung, vielmehr sei die Existenz Gottes mit nichts anderem vergleichbar. Nicht einmal eine „Richtung“, Grenze oder Abgrenzung sei möglich. Gott sei erhaben über externe und interne Existenz, Zeit und Ort, die Mutmaßung über seine Existenz„art“ solle besser vermieden werden, da sie unter Umständen die Gültigkeit der Scharia und des islamischen Glaubens infrage stellen könne; es bestehe die Gefahr, Gott menschliche Eigenschaften (dhat) zuzuordnen. Die Korrektheit von Ibn Taimiyyas Glaubensvorstellungen wird bejaht, wobei darauf hingewiesen wird, dass er ebenfalls wie ibn Arabi in manchen Fragen von der Mehrheit der Gelehrten abweicht. Tendenziell zitieren die Deobandis bei Glaubensthemen (Aqida) ibn Arabi nicht, während ibn Taimiyya gelegentlich zitiert wird. Die Glaubensauffassung ibn Taimiyyas, gewisse Verse aus dem Koran ohne jegliche Interpretation (Tafsir) und Tawil (die Bevorzugung einer von mehreren Möglichkeiten ohne kategorische Schlussfolgerung oder Zeugnis) zu akzeptieren, sei absolut korrekt, nicht korrekt dagegen sei es, jeden, der einen Tawil anwende, ohne gegen die Scharia zu verstoßen, als irregegangen zu erklären. Letzteres bezieht sich vor allem auf Abu Mansur al-Maturidi und Abū l-Hasan al-Aschʿarī, die in ihrer Zeit versuchten, mit Hilfe des Tawil und des Ilm al Kalam Ansichten der Muʿtazila zu widerlegen. Letzteres bezieht sich traditionell auf die Anwendung des Tafwid (Akzeptanz ohne Interpretation) von sogenannten „mehrdeutigen Versen“ aus dem Koran. Die Deobandis sehen den Tafwid als zulässig an, solange man die „Bedeutung“ der Verse Gott überlässt und sie nicht mit der Schöpfung vergleicht oder Gott menschliche Eigenschaften zuschreibt. Neben ihrer eigenen Glaubensauffassung sehen sie die Athari und Aschari ebenfalls als korrekt an.

### Politische Ausrichtung
Inspiriert wurden die Gründer im Wesentlichen von dem eher als Hanafiten geltenden, jedoch tendenziell keiner Rechtsschule angehörenden Schāh Walī Allāh ad-Dihlawī. Er war auch eine wichtige Inspiration für die in Pakistan verbreitete, aber wesentlich kleinere Strömung der salafistischen Ahl-i Hadîth. Das Gedankengut der Tariqa-yi muhammadiya findet Bedeutung in der Deobandi-Bewegung.
Die Deobandis vertreten die Meinung, dass der Grund, warum die Muslime heutzutage hinter den Westen zurückgefallen und unterentwickelt seien, darin zu suchen sei, dass sie sich von den Erneuerungen und Abweichungen sowie unmoralischen Einflüssen fremder Religionen und der westlichen Kultur beeinflussen und damit von den ursprünglichen unberührten Lehren des Propheten Mohammed hätten abbringen lassen. Daher sei es wichtig, den Islam ohne fremde Ablagerungen und Einflüsse zu leben und die Rückkehr zu dessen „Wurzeln“ anzustreben.
Die Deobandi-Interpretation besagt, dass ein Muslim vor allem zur Loyalität seiner Religion gegenüber verpflichtet ist und erst dann dem Land, in dem er lebt. Ein Muslim müsse die Grenzen und Taten seines Handelns für die ganze Umma (islamische Gemeinschaft) sehen und nicht nur die nationalen Grenzen. Ein Muslim müsse wissen, dass es seine heilige Pflicht sei, den Dschihad überall dort zu führen, wo Muslime bedroht und getötet würden. Von terroristischen Vereinigungen wie der Al-Qaida und Osama bin Laden distanziert sich die Schule öffentlich. Es sei nicht mit dem Islam vereinbar, Zivilisten zu töten und Züge zu sprengen. Bin Laden habe nicht als „Teil der islamischen Gemeinschaft“ gehandelt. Es wird ferner behauptet, die Amerikaner führten einen Krieg gegen den Islam; bin Laden und Saddam Hussein seien von Amerika erst erschaffen und benutzt, dann zu Terroristen erklärt worden; Amerika arbeite für die Juden, die mithilfe der Globalisierung die Könige der Welt werden wollten.
Bei der Verbreitung ihrer Ideologie und Lehre setzen die Deobandis neben Internet und Fernsehen auf die Madrasa. Die Idee der Schule sei es, Lehrer auszubilden. Daher sind die Deobandis auch „auffälliger“ als ihre Konkurrenten auf Seiten der Barelwi, obwohl diese zahlenmäßig zumindest in Pakistan im Vorteil sind.

## Geschichte
Die Schule wurde 1866 in den nordwestlichen Provinzen (heute Uttar Pradesh) von Nanautavi, der Teilnehmer des großen indischen Aufstandes im Jahr 1857 gewesen sein soll, und Rashid Ahmad Gangohi gegründet. Die Provinz hat eine blutige Geschichte von Kämpfen zwischen indischen Muslimen und Hindus. Die Reste des einstigen, von sunnitischen Herrschern geführten Mogulreiches gingen im von den Briten niedergeschlagenen Aufstand unter, und die bis dahin indirekte britische Herrschaft durch die britische Ostindien-Kompanie in Britisch-Indien wandelte sich zu einer direkten Form.
Nanotvi und Rashis Gengohi beabsichtigten mit der Schulgründung eine islamische Erweckungsbewegung, die Deobandis, zu erschaffen, um gegen die britische Kolonialherrschaft zu widerstehen und den in Britisch-Indien praktizierten Islam auf seine „Wurzeln“, wie von Abu Hanifa und seinen Schülern gelehrt, zurückzuführen. So versuchten sie den weit verbreiteten Heiligenkult und die Gräberverehrung, die vom Iran bis weit nach Bengalen hineinreichte, zu zerstören.
Die Deobandis hatten bei ihrer Gründung folgende theologische Grundvorstellungen:
1. Striktes Anwenden von Rechtsfragen gemäß hanafitischer Rechtsschule
2. Anwendung des Dschihad, sowohl als militärischer Kampf als auch als „Kampf des Herzens“ (dschihad bi l-qalb) als innerer, spiritueller Kampf gegen Untugend, Verführung zu moralisch verwerflichen Taten und Ignoranz
3. Ablehnung des Heiligenkultes und mystischer Praktiken, die eine andere Verehrung als die Gottes anzeigten (aber keine Ablehnung des Mystizismus in seiner Gesamtheit)
4. Strenge Ablehnung schiitischer Richtungen des Islams
5. Strenge Ablehnung der Ahmadiyya und der britischen Kolonialmacht

1926 gründeten Anhänger der Dar ul-Ulum die Tablighi Jamaat.
1915 gründete der Rektor der Dar ul-'Ulum, Mahmood-ul-Hasan, mit 200 Gefolgsleuten eine bewaffnete Gruppe, die allerdings bald von der britischen Besatzungsmacht gefangen genommen und in das Gefängnis auf Malta gebracht wurde. Während der Kalifat-Bewegung um 1920 unterstützten die Deobandis Mohandas Gandhis Kongresspartei, um den Untergang des Osmanischen Reichs zu verhindern. Des Weiteren war die 1919 von den Deobandis gegründete Partei Jamiat-ul-Ulama-i-Hind (JUH) strikt für ein unabhängiges Indien, für Hindus und Muslime gemeinsam. So veröffentlichte der Rektor der Dar ul-'Ulum, Rashid Ahmad Gangohi, eine Fatwa, in der er in weltlichen Dingen ein Zusammengehen mit den Hindus erlaubte. 1945 spaltete sich dann die Jamiat-ul-Ulama-i-Islam (JUI) unter der Führung von Shabir Ahmad Usmani von der JUH ab. Diese plädierte für einen von Indien unabhängigen Staat Pakistan, war seit der Gründung Pakistans an mehreren Provinzregierungen beteiligt und hat im nationalen Parlament von Pakistan einige Sitze gewonnen.
Es kam 1982 zu einer Absplitterung von der Dar ul-'Ulum Deoband, da der vorherige Rektor Qari Mohammad Tayyib die Dar ul-'Ulum Waqf Deoband gründete.
2006 wurden ca. 65 % der Madrasa in Pakistan von den Deobandis geleitet. Schätzungen zufolge fühlen sich 25 % der Bevölkerung Pakistans den Deobandis zugehörig.
Im Fall Shah Bano bewirkten die Deobandis eine Verfassungsänderung seitens der indischen Regierung.

## Rektoren
- 1866–1880: Muhammed Qasim Nanotwi
- 1880–1905: Rashid Ahmad Gangohi
- 1905–?000: Mahmood Hasan
- 1922–1982: Qari Mohammad Tayyib
- 1982–0000: Marghubur Rahman

## Studium
Das Studium dauert mindestens acht Jahre und kann mit verschiedenen Master-Studiengängen ergänzt werden. Unterrichtssprachen sind Arabisch, Urdu und in Teilen Englisch. Der Unterrichtsstoff schließt keine weltlichen Themen ein. Das Ausbildungsziel ist Erlangung religiöser Kompetenz in den Kernbereichen der islamischen Wissenschaften, z. B. Koran und seine Wissenschaften, Hadithwissenschaften, Hermeneutik. Als Titel wird „Maulana“ (Schützer/Bewahrer der Religion) angestrebt, wodurch man offiziell in der Gesellschaft als 'alim (Gelehrter) erkannt werden soll. Die Arbeitstätigkeit ist überschaubar als Imam und Lehrer in einer Moschee oder in einer Madrasa in Indien, Pakistan oder Afghanistan. Durch eine ca. zweijährige Fortbildung kann auch der Titel Mufti erlangt werden, der es dem Absolventen ermöglicht, Rechtsgutachten zu erteilen, und ihm weiterreichende Befugnisse in der Gesellschaft in Bereichen der Eheschließung und des Erbrechts (vor allem bei seltenen Fallkonstellationen) zugesteht. Im Master können mittlerweile auch praktische Abschlüsse zum Lehrer, Journalisten oder Computerfachmann erworben werden.
Im Vordergrund stehen bei den Deobandis religiöse Erziehung und Bildung, insbesondere folgende Grundsätze:
- Säuberung des Islam von „rituellen Unreinheiten“ (siehe Bidʿa)
- Ablehnung jeglicher Hierarchie (genauer: des Adels) unter Muslimen
- Fortführung des Idschtihad (persönliche, schariakonforme Findung von Rechtsnormen oder Darlegung im Geiste der hanafitischen Rechtsschule)
- Geschlechtertrennung, strenge Auslegungen in Rechtsfragen (fiqh)
- Dschihad (Anstrengung gegen die eigenen Leidenschaften, gegen Häresie und Ungläubige)
- Zurückweisung der Schiiten, Aleviten und aller Nichtmuslime
- Bekämpfung der Ahmadiyya

Die Lehrbereiche und Methode der Deobandi basiert auf sechs Grundlagen:
- Kenntnis der Scharia
- Befolgen von Koran und Sunna
- Übereinstimmung mit der Sunna erzielen
- Hanafitsches Recht
- Maturidische Theologie in feinen Glaubensfragen (Dialectal Maturidiism)
- Verteidigung gegen Erneuerungen (bida) / Apostatie und Abweichungen

## Haltung zu anderen Gruppen

### Ahmadiyya
Die Deobandis betrachten die Ahmadiyya ausnahmslos als Kuffar (Ungläubige), die bekämpft werden müssen und vor denen permanent gewarnt werden muss; sogar eine Ehe mit einem Angehörigen der Ahmadiyya wird nicht gestattet. Ein weiterer Grund zur Verfolgung ist, dass die Ahmadiyya angeblich in Kooperation mit Großbritannien Muslime bekämpft haben soll. Den Wechsel zur Ahmadiyya-Religion betrachten die Deobandis als Ridda (Apostasie).
Gelehrte Deobands setzten zur Zeit des pakistanischen Präsidenten Zulfikar Ali Bhutto durch, dass die Ahmadiyya vom pakistanischen Staat als Ungläubige (Kuffar) betrachtet werden: Am 21. September 1974 willigte Bhutto ein, und die Ahmadiyya wurde vom pakistanischen Parlament zu einer „nichtmuslimischen Religionsgemeinschaft“ erklärt. Formal wurden sie damit auf eine Stufe mit Juden, Christen, Buddhisten, Sikhs und Hindus gestellt. Des Weiteren durften sich die Ahmadis nicht mehr als Muslime bezeichnen.
Den Gelehrten Deobands ging der Beschluss von 1974 nicht weit genug, so dass die pakistanische Regierung zu weiteren Verschärfungen der Gesetze gedrängt wurde. Unter Mohammed Zia ul-Haq wurde 1984 die „Ordinance XX“ verabschiedet, wodurch den Ahmadis Missionstätigkeiten einschließlich des Verbreitens von Schrifttum verboten wurde. Ahmadis durften ihre Gebetshäuser nicht mehr als Moscheen bezeichnen. Von ihren Moscheen wurden Schilder mit der Aufschrift „Moschee“ entfernt, Schriftzüge übermalt. Ahmadis wurde die Begrüßungsformel Salām sowie der Gebetsruf (Adhan) und die Bismillah untersagt, Zuwiderhandlungen werden mit Haftstrafen geahndet.

### Schiiten
Die Schiiten werden als abtrünnige Sekte betrachtet, der eine Reihe von Vergehen, Fehler und Irrglauben vorgeworfen wird. Die Ehe mit Schiiten gilt ebenfalls als verboten. Die Lehre der Vierzehn Unfehlbaren lehnen die Deobandis ab, da kein Imam frei von Fehlern sein könne.
Schiiten werden im Regelfall als Ungläubige (Kuffar) angesehen, womit auch das Beten in deren Moscheen strikt untersagt wird, wobei offenbar Ausnahmen zugelassen werden. Demnach werden einige Minderheiten unter den Schiiten als „irregegangen“ (Dhāl, Fāsiq), aber immer noch als Muslime betrachtet. Dies betrifft in der Regel diejenigen, die nur das Kalifat leugnen. Die mehrheitsbildenden Zwölferschiiten und auch die Aleviten werden hingegen als „Nichtmuslime“ bzw. als „Ungläubige“ betrachtet. Den Wechsel zur Schia betrachten die Deobandis als Ridda (Apostasie). In einer von Mufti Ebrahim Desai abgesegneten Fatwa heißt es: „Eine Person sollte sich von Versammlungen dieser Personen der Erneuerungen (Bid'a) und Abweichungen fernhalten, um seinen Glauben (Aqida) zu sichern. Die überwiegende Mehrheit der Schiiten heute wurden von unseren Gelehrten als Ungläubige eingestuft, die durch ihren Glauben des kufr und schirk den Islam verlassen haben.“ Wer sich sicher ist, einen derartigen Schiiten vor sich zu haben, solle gemäß dem Umgang mit Nichtmuslimen (darunter Teile der Sufi-Gemeinschaft, Anhänger der Ahmadiyya, Aleviten, Christen, Juden, Hindus usw.) den islamischen Friedensgruß Salam verweigern.

### Salafisten und Wahhabismus
Aus der anfänglichen Kooperation mit den salafistischen Ahl-i Hadîth in Pakistan ist im Laufe der Jahre eine Rivalität entstanden. Streitpunkte gibt es vor allem im Bereich des fiqh. Während die Deobandis den Salafisten eine teilweise kontextlose Sichtweise des islamischen Rechtes vorwerfen, werfen die Salafisten und Wahhabiten ihnen einen blinden taqlid des hanafitischen Rechtes vor. Eine weitere Streitfrage ist die Zulässigkeit des ʿIlm al-kalām. Absolute Einigkeit herrscht im Bereich der strikten Auslegung des Tauhīd, der Einheit Gottes. Der salafistische Prediger Muhammad Salih al-Munajjid aus Saudi-Arabien lobt in einem Gutachten den Einsatz der Deobandis gegen die britische Besatzungsmacht und bestätigt grundsätzlich die „Rechtleitung“ der Deobandis, stellt jedoch fest, dass sie im Bereich Aqida (Glaubensinhalt) teils auch falsche Ansichten vertreten. Gemeint ist hier die Interpretation einiger Koranverse im Sinne der Maturiddiya, die laut salafistischer Ansicht keine Interpretation zulassen. Vor den Deobandis müsse „gewarnt“ werden, sobald sie ihre Erneuerung des Maturiddiya-Glaubens verbreiteten. Ob sie zur Gemeinschaft der rechtgeleiteten Sunniten (ahl as-sunna) gehören, lässt Munajjid offen, tendiert aber eher zu Nein. Ein weiterer Kritikpunkt der Salafisten ist die angebliche Nähe der Deobandis zum Sufismus, teilweise seien sie sogar selbst Befolger von Tariqa oder wiesen diese nicht entschlossen genug zurück. Der größte Teil der Deobandi-Gelehrten wiederum betrachtet die salafistische Strömung als Randgruppe mit „gefährlicher Nähe“ zum Anthropomorphismus. Allerdings wird darauf verwiesen, dass Meinungsverschiedenheiten in solchen Themen kein Vorwand für Missachtung jeglicher Art gegeneinander sein dürften. Im Gegensatz zu den Barelwis und den Sufi-Tariqa stehen die Deobandis nicht negativ zu Muhammad ibn Abd al-Wahhab (dem Begründer des Wahhabismus). Es wird lediglich gesagt, dass dieser in manchen Angelegenheiten „zu extreme und kontextlose“ Ansichten vertreten habe. Grundsätzlich war spätestens seit der Gründung Pakistans eine zunehmende Kooperation zwischen Wahhabiten und Anhängern der Deobandi-Bewegung zu erkennen.

### Sufis
Trotz ihrer dogmatisch rigorosen Haltung stehen die Deobandis nicht grundsätzlich in Feindschaft zum Sufismus. Die Deobandis wandten sich insbesondere gegen synkretistische Praktiken wie Heiligenverehrung und Gräberkult, die laut ihrer Ansicht in Indien unter dem Einfluss des Hinduismus entstanden waren. Der Sufismus wird nicht im „ganzen grundsätzlich abgelehnt“, aber von „falschen Praktiken“ gereinigt. Er wird akzeptiert, solange er der „Scharia entspricht“.
Die von manchen Sufis praktizierte Gräberverehrung, Errichtung von Kuppeln und den Heiligenkult lehnen die Deobandis strikt ab. Seit ihrer Gründung stehen sie in Opposition zur sufistischen Barelwi-Bewegung in Pakistan. Wie stark die Rivalitäten teilweise sind, belegt eine Fatwa von dem Barelwi-Sufi-Gelehrten Ahmed Raza Khan aus dem Jahre 1900, in der er Ashraf Ali Thanwi und mehrere andere Deobandi-Ulema zu Ungläubigen erklärt, da sie u. a. keine „Liebe für den Propheten“ empfinden, den Propheten beleidigt haben und dadurch kufr begangen haben sollen. Außerdem seien auch alle Menschen, die die Deobandis nicht zu Ungläubigen erklären (den takfir sprechen) und diese so ansehen, ebenfalls Ungläubige.

#### Fundamentale Streitpunkte im Glauben
Für die Sufis der Barelwi-Bewegung ist Mohammed eine Art übermenschlicher Gestalt, deren Anwesenheit überall ist, um alles herum, in allen Zeiten, er ist lebendig in der Gegenwart und bestehe nicht aus Fleisch, sondern aus einer Art „Licht“.
Die Deobandis dagegen vertreten die Meinung, Mohammed war insan-i-kamil (ein perfekter, von Gott geleiteter Mensch), jedoch ein Sterblicher wie jeder andere Mensch auch, der nun tot sei, sein Tod sei ausdrücklich durch Belege in der Sunna gesichert. Auch die Ansicht, Mohammed könne einem die Zukunft vorhersagen, indem man ihm „Liebe“ zukommen lässt, lehnen die Deobandis strikt ab. Die Auffassung Mohammed sei Hazir (in vielen Orten zugleich) und ilm-e-Ghaib (Wissen über das Verborgene) lehnen sie ebenfalls ab. Die Deobandis werfen den Barelwis vor, Mohammed als ein „übernatürliches“, „gottähnliches“ Wesen anzusehen, dies sei unzulässig und falle in den Bereich des schirk. Die Barelwis hätten Mohammed die Eigenschaften Gottes, bzw., göttliche Eigenschaften zugeschrieben.
Die Barelwis folgen vielen Sufi-Praktiken, die den Deobandis zuwider sind, einschließlich der Verwendung von Musik (Qawwali) und Fürbitte von ihren Autoritäten. Ein wesentlicher Unterschied zwischen den Barelwi und den Deobandi ist, dass die Barelwi an die Fürsprache eines anderen Menschen (auch Toten) bei Gott glauben. Diese besteht aus der Intervention eines aufsteigenden, vernetzten und ununterbrochenen Kette von heiligen Persönlichkeiten (Scheichs, Sahabas, Imame, pirs) und erreicht schließlich Mohammed, der die Fürsprache bei Gott einreicht. Dies ist ein mehr abergläubischer, aber auch seit langem tolerierter Bestandteil des Islam in Indien und Pakistan. Die Deobandis behaupten, dass die Barelwis sich dadurch der Einführung einer schweren Innovation (Bid'a) schuldig gemacht und vom rechten Weg der Sunna abgewichen seien. Das Erbitten von Fürsprache sehen die Deobandis allgemein als schirk.

### Sonstige
Weitere Gruppen, wie die Aleviten, Jesiden und Drusen, betrachten sie als Nichtmuslime (Ungläubige).

## Finanzierung
Die Schule erhält keine staatliche Unterstützung und wird durch Spenden und Mitgliedsbeiträge finanziert. Beginnend in den 1980er Jahren bis ins Jahr 2000 bekam die Deobandi-Bewegung in Indien und vor allem Pakistan größere Spenden aus Saudi-Arabien. Später konzentrierten sich die saudischen Spenden ausschließlich auf die salafistisch-sunnitische Strömung der Ahl-i Hadîth.

## Dar ul-'Ulum weltweit
Weltweit soll es mehrere zehntausend Ableger der Dar ul-'Ulum Deoband geben. Ihnen wird eine islamistische und fundamentalistische, in Teilen extremistische Theologie vorgeworfen. Die Führung der Schule dagegen dementiert dies und verurteilte außerdem stets Aktionen von extremistischen Gruppen wie der Al-Qaida. Der größte Ableger in Bangladesch ist die Al-Jamiatul Ahlia Darul Ulum Moinul Islam, die bis zu 50 000 Studenten besitzt.

### In Pakistan
In Pakistan gründeten die Deobandis die Partei Jamiat Ulema-e-Islam, die in Pakistan auch mehrere Schulen aufbaute. Diese Schulen wurden von vielen afghanischen Flüchtlingen besucht. Einer dieser Ableger war die Dar ul-'Ulum Haqqania in Pakistan, wo der ehemalige Staatschef von Afghanistan, Mohammed Omar (Mullah Omar) ausgebildet wurde und die Bewegung der Taliban gegründet worden sein soll. Ein weiterer bekannter Ableger in Pakistan ist die Jamia Darul Uloom Karachi in Karachi.

### Im Westen
Im Westen wurde die Darul Uloom Al Arabiya Al Islamia in Bury (Greater Manchester) 1973 als erster Ableger gegründet. Sie wurde durch eine Spende der saudi-arabischen Botschaft von etwa 40 Millionen Pfund 1976 dauerhaft gesichert.
In Großbritannien wird etwa die Hälfte aller Moscheen von Deobandis kontrolliert. Laut einem Bericht der Times sind etwa 600 der ca. 1500 Moscheen in Großbritannien unter wesentlichem Einfluss der Deobandis, des Weiteren 80 % aller ausgebildeten Imame.
Ebenfalls nennenswert ist die Darul Uloom Islam University in Kanada.

### In Afrika
Nennenswerte Ableger in Südafrika sind die Darul ifta, Madrasah In'naamiyah und die Darul Uloom Zakariyya. Hier werden Studenten aus ganz Afrika aufgenommen.